# ソナポケイズム② 〜あなたのうた〜
『ソナポケイズム② 〜あなたのうた〜』は、2011年1月26日に発売されたSonar Pocketの2枚目のオリジナルアルバム。

## 収録曲
1. あなたのうた(4:31)
6thシングル
2010年アリナミンイメージソング
2. ネバギバ!(4:18)
7thシングル
テレビ朝日系アニメ「デジモンクロスウォーズ」主題歌
3. 100年先まで愛します。 (5:44)
4. 君へ… (4:38)
5. ハレルヤ!!!!!!! (3:44)
ジュビロ磐田2011年シーズンソング
6. 遠恋だけど逢えない時間もアイシテル。 (5:02)
7. Dear - ko-dai (4:37)
8. 東京 - eyeron (4:38)
9. さよならナミダ (4:50)
10. 青空 (4:00)
11. 好きだよ。〜100回の後悔〜 (5:18)
12. マイペース (4:23)
13. Promise(アコースティックver.) [ 初回限定盤 BONUS TRACK ]
14. Summer Love (4:37)[ 通常盤 BONUS TRACK ]

### DVD（初回限定盤のみ）
- PV
  - あなたのうた
  - ネバギバ!
  - 好きだよ。〜100回の後悔〜
  - 100年先まで愛します
- PVメイキング
- メンバーによる全楽曲解説映像

| ジュビロ磐田 シーズンソング | ジュビロ磐田 シーズンソング | ジュビロ磐田 シーズンソング |
| 2010年                      | 2011年                      | 2012年                      |
| --------------------------- | --------------------------- | --------------------------- |
| -                           | ハレルヤ!!!!!!!             | 必死マン                    |